# 阿尔沃拉达
29°59′S 51°05′W / 29.983°S 51.083°W
阿尔沃拉达（葡萄牙語：Alvorada）是位于巴西南部南里奥格兰德州的一座城市，人口214,953（2006年）。
阿尔沃拉达主要居住的是在阿雷格里港工作的工人。